# 多田修人
多田 修人（ただ なおと、1934年2月1日 - ）は、日本の実業家。日本システムウエア株式会社創業者・名誉会長。同社元代表取締役会長兼社長。元東京商工会議所渋谷支部会長。

## 人物・経歴
広島県尾道市出身。広島県立尾道北高等学校入学　1964年東京経済大学経済学部卒業、東洋計算センター入社。1966年事務計算センター（現日本システムウエア）設立、同社代表取締役社長就任。1976年ナカヤ代表取締役社長。1991年システムウエアリンケージ株式会社（現NSWテクノサービス）代表取締役社長就任。2004年タダ・インベストメント取締役社長就任。2005年日本システムウエア代表取締役会長就任。2007年日本システムウエア代表取締役会長兼社長就任。 2008年日本システムウエア取締役会長就任。2009年日本システムウエア代表取締役会長兼社長就任。2010年日本システムウエア代表取締役会長就任。同年東京商工会議所渋谷支部会長就任。2013年日本システムウエア取締役会長就任。2017年日本システムウエア名誉会長。